# Karin Buder
Karin Buder (ur. 28 lipca 1964 w Sankt Gallen) – austriacka narciarka alpejska, mistrzyni świata.

## Kariera
Pierwszy raz na arenie międzynarodowej pojawiła się w 1982 roku, startując podczas mistrzostw świata juniorów w Auron. W swoim jedynym starcie zajęła tam jedenaste miejsce w gigancie.
Pierwsze punkty w zawodach Pucharu Świata wywalczyła 11 stycznia 1983 roku w Davos, gdzie zajęła 10. miejsce w slalomie. Pierwszy raz na podium zawodów pucharowych stanęła 5 grudnia 1986 roku w Waterville Valley, kończąc rywalizację w tej konkurencji na trzeciej pozycji. W zawodach tych wyprzedziły ją dwie reprezentantki Szwajcarii: Erika Hess i Brigitte Oertli. W kolejnych startach jeszcze czterokrotnie stawała na podium zawodów PŚ, odnosząc przy tym jedno zwycięstwo: 11 marca 1990 roku w Stranda była najlepsza w slalomie. Najlepsze wyniki osiągnęła w sezonie 1989/1990, kiedy zajęła 16. miejsce w klasyfikacji generalnej, w klasyfikacji slalomu była czwarta.
Największy sukces w karierze osiągnęła w 1993 roku, kiedy na mistrzostwach świata w Morioce zdobyła złoty medal w slalomie. Wyprzedziła tam Julie Parisien z USA i swą rodaczkę Elfi Eder. Był to jej jedyny medal wywalczony na międzynarodowej imprezie tej rangi. Była też czwarta w tej samej konkurencji podczas mistrzostw świata w Crans-Montana cztery lata wcześniej. Walkę o podium przegrała tam z Mateją Svet ze Jugosławii o 0,29 sekundy. W 1992 roku wystartowała na igrzyskach olimpijskich w Albertville, zajmując piąte miejsce w gigancie.

## Osiągnięcia

### Igrzyska olimpijskie
| Miejsce | Dzień     | Rok  | Miejscowość | Konkurencja | Czas biegu | Strata | Zwyciężczyni     |
| ------- | --------- | ---- | ----------- | ----------- | ---------- | ------ | ---------------- |
| 5.      | 20 lutego | 1992 | Albertville | Slalom      | 1:32,68    | +1,00  | Petra Kronberger |

### Mistrzostwa świata
| Miejsce | Dzień    | Rok  | Miejscowość   | Konkurencja | Czas biegu | Strata | Zwyciężczyni    |
| ------- | -------- | ---- | ------------- | ----------- | ---------- | ------ | --------------- |
| 4.      | 7 lutego | 1987 | Crans-Montana | Slalom      | 1:33,30    | +1,38  | Erika Hess      |
| DNF1    | 1 lutego | 1991 | Saalbach      | Slalom      | 1:25,90    | -      | Vreni Schneider |
| 1.      | 9 lutego | 1993 | Morioka       | Slalom      | 1:27,66    | -      | -               |

### Mistrzostwa świata juniorów
| Miejsce | Dzień   | Rok  | Miejscowość | Konkurencja | Czas biegu | Strata | Zwyciężczyni  |
| ------- | ------- | ---- | ----------- | ----------- | ---------- | ------ | ------------- |
| 11.     | 5 marca | 1982 | Auron       | Gigant      | 2:35,82    | +5,30  | Michaela Gerg |

### Puchar Świata

#### Miejsca w klasyfikacji generalnej
- sezon 1982/1983: 58.
- sezon 1983/1984: 77.
- sezon 1984/1985: 82.
- sezon 1985/1986: 62.
- sezon 1986/1987: 24.
- sezon 1987/1988: 36.
- sezon 1988/1989: 51.
- sezon 1989/1990: 16.
- sezon 1990/1991: 39.
- sezon 1991/1992: 24.
- sezon 1992/1993: 40.

#### Miejsca na podium w zawodach
1. Waterville Valley – 5 grudnia 1986 (slalom) – 3. miejsce
2. Steamboat Springs – 20 grudnia 1989 (slalom) – 3. miejsce
3. Stranda – 11 marca 1990 (slalom) – 1. miejsce
4. Sundsvall – 2 marca 1992 (slalom) – 3. miejsce
5. Cortina d’Ampezzo – 17 stycznia 1993 (slalom) – 3. miejsce